# 光谱号火箭
光谱号是一款两级轨道运载火箭，是由德国初创公司伊萨尔航天研发的小型运载火箭。 该公司计划让光谱号成为欧洲首枚发射入轨的商业小型运载火箭，若发射能成功，伊萨尔航天也将由此成为欧洲第一家成功发射商业火箭的私营公司。
光谱号的研发始于2010年代。它的大部分设计都是由该公司独立完成；开发过程中的一个关键目标是每公斤成本10,000 欧元（11,700 美元）的价格，以及尽可能灵活以适应各种有效载荷要求。伊萨尔航天已安排从挪威安多亚航天港和法属圭亚那圭亚那航天中心进行光谱号发射。该型号火箭的初始客户包括空中客车防务与航天公司、德国航空航天中心(DLR) 和发射拼车服务公司太空飞行（Spaceflight）。 该公司在2021年12月份提出计划，光谱号的首次发射于2022 年进行； 但由于研发不利，其首次发射被推迟到了2024 年。 然而，在测试期间发现了新的问题，该公司决定进一步推迟火箭的发射，以便有更多时间对所有组件进行详尽测试，2025年2月21日成功进行了静态点火测试，目前只等待发射许可证。 

## 设计
光谱号是一种二级运载火箭，设计用于发射中小型卫星。 它的最大有效载荷能力为低地球轨道1吨和太阳同步轨道700公斤。伊萨尔航天大力推广该型运载火箭，称其具有相当大的灵活性，可以更好地满足潜在客户的不同需求。 据该公司称，光谱号的绝大部分产品都是内部开发和制造的，包括其天鹰座发动机。它是一种相对紧凑的火箭，部分原因是它的推进剂是由能量密度高的液氧和丙烷混合而成。 其设计售价为每公斤 10,000 欧元（11,700 美元）。 
光谱号火箭的第一级由9台天鹰座发动机驱动，第二级则由一台天鹰座发动机驱动。 该第二级发动机将配备多重点火系统，当发射情况需要时，该系统可以关闭并重新点火，从而无需额外的上面级。 推进剂通过涡轮泵以相对较高的压力供给发动机。  2023 年 3 月，伊萨尔航天报告称，该公司在前一年对 天鹰座发动机进行了124次热点火测试，这些测试是在瑞典的埃斯兰芝航天中心进行的； 测试中火箭发动机表现出超出预期的性能，其中一台发动机在六次不同的场合点火，中间未进行任何整修。 

## 发射场

圭亚那航天中心轨道发射场地图，光谱号发射计划在以前发射过鑽石号的发射场进行。

2021 年 4 月，伊萨尔航天签署了一份为期 20 年的协议，独家使用挪威安多亚航天港发射台。由于其地理位置，从该发射场发射卫星倾角可达 87.4 度至 108 度之间，目标是太阳同步轨道和极地轨道。  
2022 年 7 月，伊萨尔航天宣布，它已被法国国家空间研究中心(CNES) 选中，在圭亚那航天中心的前库鲁迪亚曼特发射场进行发射作业，该发射场上一次用于轨道发射是在 1975 年。由于该发射场纬度较低，可以用于赤道轨道和中倾角轨道。从该发射场进行的首次发射计划于 2024 年进行。 

## 发射计划
2021 年，空中客车防务与航天公司  、 EnduroSat 和Astrocast等公司宣布了多项光谱号发射安排。  2021 年 12 月，伊萨尔航天公司和德国航空航天中心(DLR) 宣布，光谱号的首次飞行将搭载总共七颗小型卫星作为机构有效载荷。2023 年初，有消息称光谱号的第一个美国客户发射拼车服务公司太空飞行（Spaceflight）已同意 2026 年从安多亚进行专门发射，并可选择 2025 年发射。  
2021 年 12 月，光谱号原计划将首次发射安排在2022年的某个时候进行。之后伊萨尔航天将首飞推迟至2023 年3月，具体时间安排在 2023 年下半年。  但是，到了 2023 年 11 月，火箭的首次发射再次被推迟到2024 年。原定于 2024 年首发的火箭的计划又一次被推迟，直到完成更全面的测试。
伊萨尔研究所于 2025 年 2 月 21 日对光谱号进行了静态点火测试，证实火箭已准备就绪。挪威民航局(NCAA) 已于 2025 年 3 月 17 日颁发了发射许可证，允许最早于 2025 年 3 月 20 日发射。 除了首枚火箭外，伊萨尔航天还宣布他们正在组装第二枚和第三枚光谱号火箭。 

## 发射记录
| 任务代号            | 发射时间（UTC）                                                                          | 目标轨道 | 载荷           | 发射地点         | 结果 |
| ------------------- | ---------------------------------------------------------------------------------------- | -------- | -------------- | ---------------- | ---- |
| GOING FULL SPECTRUM | 2025年3月30日 11时30分                                                                   | LEO      | 无（演示飞行） | 挪威安多亚太空港 | 失败 |
| GOING FULL SPECTRUM | 火箭起飞十余秒后出现姿态异常，随后进行了紧急关机。在发射后三十余秒落海坠毁，无人员伤亡。 |          |                |                  |      |

## 引用
1. 1 2 3 4 5 6  . Isar Aerospace.   [2023-04-05].
2. 1 2 3  . spacewatch.global. 2021-12-14.
3. 1 2  Duffy, Kate. . Bloomberg. 2023-11-02.
4. 1 2 3 4  Foust, Jeff. . SpaceNews.   [2025-02-22].
5. ↑  Berger, Eric. . arstechnica.com. 2020-09-21.
6. ↑  . spacewatch.global. 2020-09-08.
7. ↑  . Isar Aerospace.   [2023-04-05].
8. ↑  . European Space Agency. 2023-11-16.
9. ↑  . Isar Aerospace.   [2023-04-05].
10. ↑  Geschwindt, Siôn. . thenextweb.com. 2023-11-03.
11. ↑  . Isar Aerospace.   [2023-04-05].
12. ↑  Holmes, Mark. . ViaSatellite. 2021-04-22  [2023-04-05].
13. ↑  . Aviation Week. 2021-04-22.
14. ↑  Jewett, Rachel. . ViaSatellite. 2021-10-25  [2023-04-05].
15. ↑  Holmes, Mark. . ViaSatellite. 2021-12-15  [2023-04-05].
16. ↑  Jewett, Rachel. . ViaSatellite. 2023-01-26  [2023-04-05].
17. ↑  Rainbow, Jason. . spacenews.com. 2023-01-25.
18. ↑  Berger, Eric. . Ars Technica. 2023-03-28  [2023-04-05].
19. ↑  Taylor, Dan. . tech.eu. 2023-03-28.
20. ↑  . Isar Aerospace.   [2025-03-17]. （原始内容存档于2025-03-17） （英语）.